# Taluca de Muvattupuzha
 A Taluca de Muvattupuzha faz parte do Distrito de Ernaculão, no estado de Querala, Índia. Esta taluca foi formada durante o período de Marthanda Varma. É uma divisão de receita para fins de facilidade de administração e está sediada em Muvattupuzha. A maioria dos escritórios do governo fica na Mini Estação Civil de Vazhappilly.

## Municípios
A Taluca de Muvattupuzha consiste em
- Município de Muvattupuzha
- Município de Piravom
- Município de Koothattukulam[2]

- Avoly
- Arakuzha
- Paipra
- Kalloorkad
- Ayavana
- Manjalloor
- Marady
- Valakom
- Maneed
- Elanji
- Thirumarady
- Palakkuzha
- Pampakuda
- Ramamangalam

## Geografia
A Taluca de Muvattupuzha consiste em regiões montanhosas e do interior, incluindo grandes plantações de borracha e campos de abacaxi. Possui uma economia predominantemente agrária. A população da Taluca de Muvattupuzha, de acordo com o Censo da Índia em 2001, é de 324.644 habitantes. Faz fronteira com a Taluca de Kothamangalam no norte, Taluca de Thodupuzha do Distrito de Idukki no leste, as Talucas de Vaikom e Meenachil do Distrito de Kottayam no sul e a Taluca de Kunnathunad no oeste.

### Cidades
As principais cidades na Taluca de Muvattupuzha são:
- Muvattupuzha
- Piravom
- Koothattukulam
- Vazhakulam
- Pezhakkappilly
- Elanji